# Любка, Андрей Степанович
Андре́й Лю́бка (родился 3 декабря 1987 года в г. Рига, ЛатССР) — украинский поэт, переводчик и эссеист. Закончил Мукачевское военное училище и украинскую филологию Ужгородского национального университета.
Известен во многих странах, был участником поэтических фестивалей в Берлине, Рио-де-Жанейро, Праге, Вильнюсе, Стокгольме, Амстердаме, Белграде, Варшаве, Иннсбруке, Подгорице, Москве, Львове, Дармштадте, Киеве и других городах. Стихи переведены более чем на 10 языков (английский, немецкий, китайский, турецкий, португальский, польский. русский, румынский, македонский, сербский, чешский, словацкий, шведский).
Место жительства — Ужгород (Закарпатье).
Андрей Любка имеет скандальную репутацию, поскольку писал об алкоголизме Тараса Шевченко, украинскую литературу называл «сучьей», а книги — «курвами, которые ходят по рукам».

## Поэтические сборники
- «Восемь месяцев шизофрении» (2007),
- «Терроризм» (2008).
- «Сорок баксов плюс чаевые» (2012)
- В 2012 году в Австрии вышла книга переводов стихотворений автора на немецкий язык — «Notaufname»

## Проза
- «Киллер. Сборник историй» (2012)
- В 2013 году в Польше вышла книга переводов рассказов автора на польский язык — «Killer»
- В 2014 году вышла книга рассказов «Спати з жінками» на украинском языке
- В 2015 году вышел роман «Карбид» (шорт-лист награды Книга года Би-Би-Си), в 2016 году вышел польский перевод романа
- в 2016 году вышла книга рассказов «Кімната для печалі» (Комната для печали)

## Награды
- Лауреат литературной премии «Дебют» (2007).[источник не указан 4426 дней]
- Лауреат литературной премии «Киевские лавры» (2011)
- Лауреат литературной премии имени Джозефа Конрада (2024)[2]